# Gina Vitori
Gina Marie Vitori (* 1. Mai 1993) ist eine US-amerikanische Schauspielerin.

## Leben
Vitori stammte ursprünglich von Long Island, zog dann nach Manhattan, um an der Tisch School of the Arts an der New York University Schauspiel zu studieren. 2013 studierte sie fünf Monate in Australien. Sie machte ihren Bachelor of Arts schließlich an der Atlantic Acting School und den Stonestreet Studios. Ihre erste Rolle hatte sie 2014 in einer Episode der Fernsehserie The Affair. Es folgten weitere Episodenrollen und Besetzungen in Kurz- und Spielfilmen. Sie spielte 2018 im Fernsehfilm Tomb Invader, einem Mockbuster zu Tomb Raider mit Alicia Vikander in der Hauptrolle als Lara Croft, mit. Dort übernahm sie die weibliche Hauptrolle der Alabama „Ally“ Channing. 2020 stellte sie die Rolle der Liz in Airliner Sky Battle dar. Mit der Rolle der Lara Collins übernahm sie 2021 eine der Hauptrollen im Fernsehfilm Labor of Lies. Im selben Jahr spielte sie in den Musikvideos zu den Liedern Promise You und Just Like You der Sängerin Kayla Bohan mit. Außerdem spielte sie mit der Rolle der Etta Brown die Mutter von Harper Brown, gespielt von Kayla Bohan, eine der Hauptrollen des Films Harper.

## Filmografie (Auswahl)
- 2014: The Affair (Fernsehserie, Episode 1x05)
- 2015: Where We Dwell (Kurzfilm)
- 2015: Mysterien im Museum (Mysteries at the Museum, Fernsehdokuserie, Episode 8x04)
- 2015: Another Day Gone By (Kurzfilm)
- 2015: Tryst
- 2016: The Fantastic Adventures of Foolish Gentlemen (Fernsehserie, Episode 1x03)
- 2016: Nightmare Wedding (Fernsehfilm)
- 2016–2017: Party Betchez (Fernsehserie, 2 Episoden, verschiedene Rollen)
- 2018: Trying (Fernsehserie, 3 Episoden)
- 2018: Tomb Invader (Fernsehfilm)
- 2018: The Interrogation (Fernsehserie)
- 2018: Surrounded
- 2018: 9-1-1 (Fernsehserie, Episode 2x04)
- 2018: Kids mit Köpfchen (Brainchild, Fernsehdokuserie, Episode 1x01)
- 2018: Born Losers (Fernsehserie, Episode 2x02)
- 2018: Muzo (Fernsehfilm)
- 2019: Betrayed (Fernsehserie, Episode 3x04)
- 2019: In Time (Kurzfilm)
- 2019: Sweetheart (Kurzfilm)
- 2019: After (Kurzfilm)
- 2019: Doctor Death
- 2020: Crazy, Rich and Deadly
- 2020: Unsubscribe
- 2020: The Baker (Kurzfilm)
- 2020: The Lake (Kurzfilm)
- 2020: Airliner Sky Battle
- 2021: Labor of Lies (Fernsehfilm)
- 2021: Boytalk (Fernsehserie, Episode 2x05)
- 2021: Harper
- 2021: Deadly Girls Night Out
- 2022: Killer Stepmom (Fernsehfilm)
- 2022: If Walls Could Talk
- 2023: Magnum P.I. (Fernsehserie, Episode 5x06)
- 2023: Liebe auf den ersten Klick (Love at First Like, Fernsehfilm)
- 2023: You Can't Escape Me (Fernsehfilm)
- 2023: Kidnapping in the Grand Canyon (Fernsehfilm)
- 2023: Christmas with the Foxes (Fernsehfilm)
- 2023: Snow White and the Seven Samurai
- 2024: A Deadly Threat to My Family (Fernsehfilm)
- 2024: Blood, Beach, Betrayal
- 2024: Monster: Die Geschichte von Lyle und Erik Menendez (Monster: The Lyle and Erik Menendez Story, Fernsehserie, Episode 2x09)